# 單向玻璃
單向玻璃（又叫雙面鏡、雙向鏡）為一種玻璃，光線可於其中一方向穿透它，但以另一方向行進的光線則會被反射。此特性取決於玻璃兩面的光照強度，光線微弱的一方可以看到光線充足的一方，但光線充足的一方只能看到自己。

## 設計

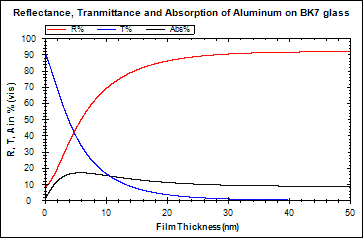
鍍上不同厚度的鋁後，玻璃展出不同的光學特性

單向玻璃1903年在美國得到專利，初時被稱為「透明鏡」。
單向玻璃的一面或内部會鍍上一層薄金屬（如鋁），這能使大部分的光穿透，小部分反射。此時光線的反射是對等的。
但若兩邊的光照相差夠大（例如警方的认人室），光照強的一方（犯人）所看到的反射光（自己的像）遠強於他能看到的穿透光（指证者）；而光照弱的一方（指证者）所看到的穿透光（犯人）遠強於他能看到的反射光（自己的像）。

## 用途
單向玻璃有以下用途：
- 用以製作特別的房間作單向觀測之用，如：
  - 審問室
  - 行刑室
  - 觀測實驗對象
  - 保安觀察

提字器也運用了單向玻璃（4）的原理

  - 真人實境秀之拍攝，有时攝影師會设一條暗道以在拍攝參賽者時移動攝影機
  - 市場調查
  - 駕駛室，如龐巴迪運輸的多倫多火箭列車等
- 隱藏、掩蓋事物，如：
  - 樓宇的低輻射玻璃窗，可保障私隱等
  - 電話及平板電腦的屏幕，關閉顯示時便成為鏡子
  - 隱藏閉路電視
  - 提字器
  - 舞台效果，如佩珀爾幻象
  - 「無限鏡」裝置
  - 日本成人影片片商Soft On Demand的拍攝道具魔鏡號

分光鏡和半透明反光鏡皆運用了相同原理，但它們則着重於其光學儀器之用途。此外，一種部分為單向玻璃的元件是法布立－培若干涉儀的元件之一。

## 另見
- 鏡
- 隔熱膜
- 高光譜影像，一個用途是透視衣服
- See-through graphics（英语：See-through graphics）